# 인루겅

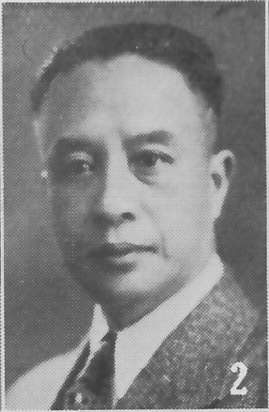
인루겅

인루겅(중국어: 殷汝耕, 병음: Yīn Rǔgēng, 한자음: 은여경, 1885년 ~ 1947년 12월 1일)은 중화민국의 정치인, 외교관이다. 1935년 일본 제국의 괴뢰국인 기동방공자치정부(冀東防共自治政府)를 수립하여 중일 전쟁 시기에 왕징웨이 정권과 함께 일본에 결탁했다. 중일 전쟁 이후 국민정부에게 체포되어 처형되었다.

## 같이 보기
- 기찰정무위원회
- 화북분리공작